# RIS-Index
Der RIS-Index ist ein standardisiertes Format zur georeferenzierten Beschreibung der Wasserstraßeninfrastruktur. Die Abkürzung RIS steht in diesem Zusammenhang für River Information Service.
Alle für die Binnenschifffahrt relevanten Objekte (z. B. Häfen, Liegeplätze, Schleusen, Brücken, Pegel usw.) sind europaweit und eindeutig mit einer 20-stelligen Referenznummer gekennzeichnet. Sie setzt sich wie folgt zusammen:

XX = 2 Stellen für den Ländercode

XXX = 3 Stellen für den Ortscode

XXXXX = 5 Stellen für den Wasserstraßencode

XXXXX = 5 Stellen für den Objektreferenzcode (was ist das für ein Objekt)

XXXXX = 5 Stellen für den Hektometercode (Kilometerangabe der Wasserstraße, gerundet auf volle Hundert Meter, z. B. 45,450 km sind 00455 Hektometer)
Beispiel: DEREG00406B011123796 kennzeichnet die Steinerne Brücke in Regensburg über die Donau bei Kilometer 2379,6.
In Deutschland ist die Wasserstraßen- und Schifffahrtsverwaltung des Bundes (WSV) für den RIS-Index verantwortlich.